# Christopher Moya
Christopher Yahel Moya Jiménez (San José, Costa Rica, 1 de septiembre de 2004) es un futbolista costarricense que juega como guardameta en el C. S. Cartaginés de la Primera División de Costa Rica.

## Trayectoria

### C. S. Cartaginés
Debutó el 24 de abril de 2023 contra L. D. Alajuelense, ingresó de cambio al minuto 87 por Darryl Parker, minutos después se cometió un penal a favor de L. D. Alajuelense, siendo encajado por Johan Venegas, el encuentro finalizó con derrota 0-5.

## Estadísticas

### Clubes
Actualizado al último partido jugado el 1 de mayo de 2024.
| C. S. Cartaginés · Costa Rica | 1.            | 2022-23       | 1 | -1 | — | —  | — | —  | 1 | -1 |
| C. S. Cartaginés · Costa Rica | 1.            | 2023-24       | 2 | -3 | — | —  | — | —  | 2 | -3 |
| C. S. Cartaginés · Costa Rica | Total club    | Total club    | 3 | -4 | 0 | -0 | 0 | -0 | 3 | -4 |
| C. S. Cartaginés · Costa Rica | Total carrera | Total carrera | 3 | -4 | 0 | -0 | 0 | -0 | 3 | -4 |
| Fuente:Transfermarkt          |               |               |   |    |   |    |   |    |   |    |